# CiiNA CiiNA 屯田
CiiNA CiiNA 屯田（シーナシーナとんでん）は北海道札幌市北区屯田に所在するショッピングセンターである。OICグループの株式会社Firstoが運営している。
本記事では、前身のイトーヨーカドー屯田店についても説明する。

## 概要

### イトーヨーカドー屯田店
1999年11月12日、イトーヨーカドーの全国176店舗目、道内15店舗目として開店。
2024年2月9日、イトーヨーカドーが北海道から撤退することに伴い、イトーヨーカドー屯田店と琴似店のOICグループへの譲渡を発表。
2024年7月28日に閉店。

### CiiNA CiiNA 屯田
2024年7月18日、名称を「CiiNA CiiNA（シーナ シーナ）」にすると発表。
2024年8月29日、イトーヨーカドー閉店時に入居していたマクドナルドやアカチャンホンポなど一部のテナントが営業を再開し、先行オープン。核テナントとなるロピアは11月開店予定とし、11月12日に開店日を11月23日と発表。
11月23日、北海道1号店となるロピアやアインズ&トルペ、チヨダのTOKYO SHOESが開店。中でもロピアはオープン初日に約1万5000人の客が来店し、初日の売上もロピア全店の中で最高記録となった。
そのほか、家電量販店コジマ×ビックカメラが11月30日開店。ニトリデコホームが12月27日に開店予定である。
施設の所有は2024年（令和6年）8月28日よりイトーヨーカ堂が所有し、OICグループに建物を賃借している形となっている。
2025年4月28日、イトーヨーカドー屯田店閉店に伴い同時に閉店した一階フードコート内にあったポッポの跡地を利用としたうどん屋チェーン店、はなまるうどんがオープンした。これで一階フードコート内のテナント全てが埋まった状態となる。

## 年表

### イトーヨーカドー屯田店
- 1999年（平成11年）11月12日 - 開店[2]
- 2024年（令和6年）
  - 2月9日 - OICグループへの譲渡を発表
  - 7月28日 - 閉店

### CiiNA CiiNA 屯田
- 2024年（令和6年）
  - 7月18日 - 名称を「CiiNA CiiNA（シーナ シーナ）」にすると発表[5]
  - 8月28日 - 建物所有権がクリエート屯田からイトーヨーカ堂に移行[14]
  - 8月29日 - 一部専門店先行オープン[6]
  - 11月23日 - ロピア開店[16]

## フロアとテナント
出典:

### 主なテナント
1階
- サーティワンアイスクリーム
- 築地銀だこ
- ケンタッキーフライドチキン
- マクドナルド
- はなまるうどん
- もりもと
- エンパイアー（クリーニング）
- パレットプラザ
- チャンスセンター（宝くじ）
- ロピア[18][8]
- #C-pla[19]
- アインズ&トルペ Family[20][11][21]
- メガネサロンルック[22]
- パティズ[23]
- 日本一[24]
- ダイソー[25]

2階
- アカチャンホンポ
- Amerikaya
- コジマ×ビックカメラ
- サイゼリヤ
- TOKYO SHOES RETAILING CENTER[26][11]
- デコホーム(ニトリホールディングス)
- The Kids[27]

## アクセス
北海道道128号札幌北広島環状線沿い。
バス
北海道中央バス「屯田8条3丁目」下車